# Carex norvegica
Carex norvegica là một loài thực vật có hoa trong họ Cói. Loài này được Retz. mô tả khoa học đầu tiên năm 1779.

## Hình ảnh

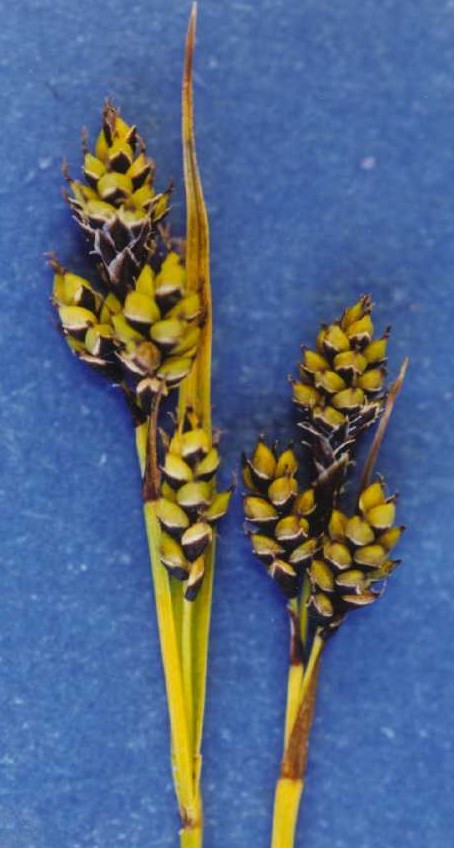